# Annona foetida
Annona foetida är en kirimojaväxtart som beskrevs av Carl Friedrich Philipp von Martius. Annona foetida ingår i släktet annonor, och familjen kirimojaväxter. Inga underarter finns listade i Catalogue of Life.